# 고노 겐조
고노 겐조(일본어: 河野 謙三, 1901년 5월 14일~1983년 10월 16일)는 5선 참의원 의원을 지낸 일본의 정치인이다.

## 생애
1901년 5월에 가나가와현 아시가라시모군 도요카와촌(현 오다와라시)에서 가나가와현의회 의장을 지낸 고노 지헤이의 3남으로 태어났다. 둘째 형인 고노 이치로는 7선 중의원 의원을 지낸 자유민주당의 거물 정치인이었다.
구제 가나가와현립 오다와라 중학교를 다닐 때 장거리 선수로 활약했으며 와세다 대학에 진학한 다음엔 육상경주부에 들어갔다. 하코네 역전에 고노 이치로와 함께 출전해 두 차례 종합우승도 차지했다. 와세다 대학 전문부 상과를 졸업하나 다음엔 대일본인조비료(현 닛산화학)에 입사했다.
전후에 고노 이치로가 공직 추방을 당하자 형을 대신해 제23회 일본 중의원 의원 총선거에 출마했다. 형의 선거구인 가나가와현 제3구를 이어받아 출마했지만 낙선했지만 1949년 제24회 일본 중의원 의원 총선거 때는 당선에 성공했다. 이후 고노 이치로가 공직 추방에서 해제되자 지역구를 형에게 다시 돌려주고자 1952년 총선에는 출마하지 않았고 대신 1953년 제3회 일본 참의원 의원 통상선거에 가나가와현 선거구에서 출마해 당선됐다. 무소속으로 출마해서 당선 뒤 녹풍회에 가입했다가 1958년 1월 자민당으로 옮겨갔다.
1965년 7월부터 3년간 참의원 부의장을 역임하는 등 자민당 참의원 중진 의원으로서의 존재감을 키워갔다. 이 당시 시게무네 유조는 1962년부터 1971년까지 9년이나 일본 참의원 의장으로 재임하고 있었고 인사에까지 영향력을 미칠 정도로 강한 정치력을 발휘해 참의원을 사실상 시게무네 왕국으로 만들었다. 고노는 시게무네의 장기 독재를 타파해야 한다며 1971년 7월 참의원 개혁을 부르짖는 이른바 고노 서한을 발표했다. 이에 평소 시게무네의 정치 스타일에 반감을 품고 있던 자민당 참의원 의원인 신타니 도라사부로, 사코미즈 히사쓰네, 나베시마 나오쓰구 등이 호응하여 벚꽃모임을 결성했다. 그리고 17일 의장 선거 때 벚꽃모임과 야당의 지지를 받은 고노가 사실상 시게무네의 후임으로 지명받은 기우치 시로를 128표 대 118표로 꺾고 의장으로 선출됐다. 전임 의장이던 마쓰노 쓰루헤이와 시게무네와 달리 고노는 의장이 되자 자민당을 탈당해서 무소속이 되었다.
고노는 의장을 위한 사적 자문기구인 참의원 문제간담회(이른바 8인 위원회)를 구성했다. 그리고 8인 위원회의 의견에 따라 참의원 대표 회의를 열어 심의 시간 확보, 질문 시간 증가, 당의 구속 완화, 자유 토의제 도입 등의 개혁을 이끌었다.
1974년 7월 4일 참의원 본회의에 회부된 「정치자금규정법」 개정안이 가부 동수가 나오자 캐스팅보트권을 활용해 법률안을 통과시켰다. 의장이 표결권을 행사한 건 참의원이 개회한 이래 처음 있는 일이었고 중의원을 포함하면 1907년 이래 68년 만의 일이었다. 훗날 고노는 "원래는 의장으로서 부결하는 게 옳았지만 먼저 가결된 「공직선거법」 개정안과의 관련성이 높은 법안이라 「정치자금규정법」 개정안이 부결되면 두 법안 사이에서 모순이 생길 우려가 있어 어쩔 수 없이 가결했다"라고 밝혔다. 1977년 7월 의장에서 퇴임했다.
고노는 학생 시절 육상 선수로 활약한 적이 있었기에 정치인이 된 뒤 체육 진흥에 상당한 힘을 쏟았다. 의장으로 재임하던 1975년에는 일본체육협회장을 맡았으며 1976년 하계 올림픽 때는 일본선수단장으로서 참여했다. 하지만 1980년 하계 올림픽 때는 소련에 호의적이었고 기요카와 마사지와 선수단의 요청이 있었음에도 참여하지 않았다.
1983년에 정계를 은퇴했으며 10월에 사망했다. 사후에 종2위에 추서됐다. 장남 고노 데쓰오가 아버지가 다진 지지 기반을 바탕으로 제38회 일본 중의원 의원 총선거에 가나가와현 제2구에 출마했지만 낙선했다. 1986년 제39회 일본 중의원 의원 총선거에도 같은 선거구에 입후보했지만 또 낙선했다.

## 역대 선거 기록
|  | 6.86% |

|  | 10.48% |

|  | 21.1% |

|  | 38.9% |

|  | 34.5% |

|  | 42.7% |

|  | 41.3% |

| 전임 시게무네 유조 | 제11·12대 일본 참의원 의장 1971년 7월 17일~1977년 7월 3일 | 후임 야스이 겐 |